# عبوم (يريم)
عبوم هي إحدى قرى عزلة بني مسلم بمديرية يريم التابعة لمحافظة إب، بلغ تعداد سكانها 1131 نسمة حسب تعداد اليمن لعام 2004.